# NGC 7356
NGC 7356 is een spiraalvormig sterrenstelsel in het sterrenbeeld Pegasus. Het hemelobject werd op 4 oktober 1883 ontdekt door de Franse astronoom Édouard Jean-Marie Stephan.

## Synoniemen
- UGC 12159
- MCG 5-53-10
- ZWG 495.14
- NPM1G +30.0479
- PGC 69530